# John Robbins (Politiker)

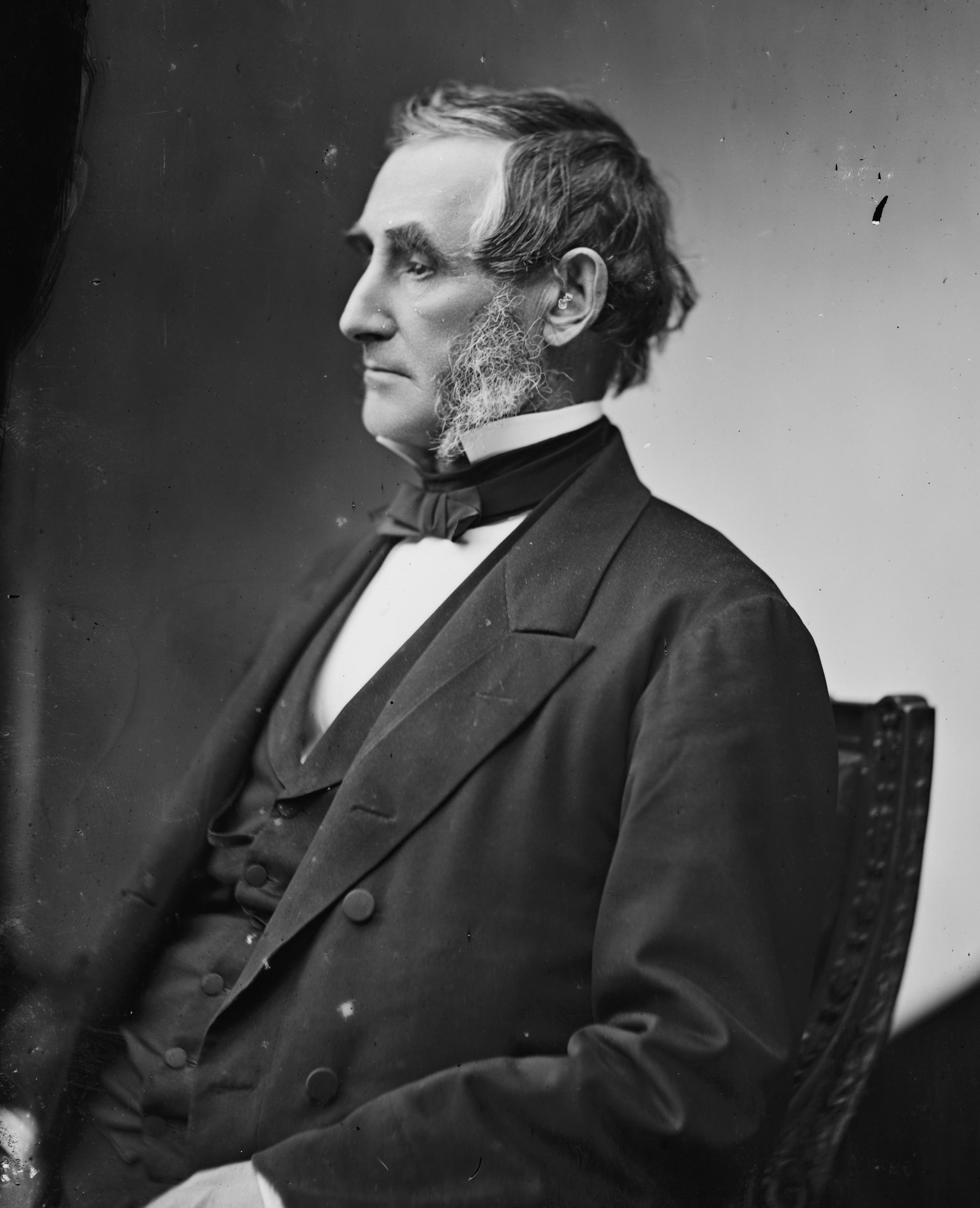
John Robbins

John Robbins (* 1808 in Bustleton, Pennsylvania; † 27. April 1880 in Philadelphia, Pennsylvania) war ein US-amerikanischer Politiker. Zwischen 1849 und 1855 sowie nochmals von 1875 bis 1877 vertrat er den Bundesstaat Pennsylvania im US-Repräsentantenhaus.

## Werdegang
John Robbins besuchte die öffentlichen Schulen seiner Heimat und studierte danach an der Gunmere Academy in Burlington (New Jersey). Seit 1836 arbeitete er in Philadelphia in der Stahlindustrie. Gleichzeitig schlug er als Mitglied der Demokratischen Partei eine politische Laufbahn ein. Er wurde Mitglied und zeitweise Präsident im Bezirksrat des heute nicht mehr bestehenden District of Kensington nahe Philadelphia.
Bei den Kongresswahlen des Jahres 1848 wurde Robbins im vierten Wahlbezirk von Pennsylvania in das US-Repräsentantenhaus in Washington, D.C. gewählt, wo er am 4. März 1849 die Nachfolge von Charles Jared Ingersoll antrat. Nach zwei Wiederwahlen konnte er bis zum 3. März 1855 drei Legislaturperioden im Kongress absolvieren. Seit 1853 vertrat er dort als Nachfolger von Henry Dunning Moore den dritten Distrikt seines Staates. Im Jahr 1854 verzichtete er auf eine weitere Kandidatur. Seine Zeit als Kongressabgeordneter war von den Spannungen im Vorfeld des Bürgerkrieges und der Frage der Sklaverei bestimmt.
1862 bewarb sich Robbins erfolglos um das Amt des Bürgermeisters seiner Heimatstadt Philadelphia. Ansonsten engagierte er sich wieder in der Stahlindustrie; außerdem bekleidete er einige lokale Ämter. Bei den Kongresswahlen des Jahres 1874 wurde Robbins noch einmal als Demokrat in den Kongress gewählt, wo er zwischen dem 4. März 1875 und dem 3. März 1877 als Nachfolger von Alfred C. Harmer den fünften Wahlbezirk seines Staates vertrat. Im Jahr 1876 kandidierte er nicht mehr. Über viele Jahre hinweg gehörte Robbins dem Bildungsausschuss von Philadelphia an. Zeitweise fungierte er als dessen Präsident. Er war auch Präsident der Kensington National Bank. John Robbins starb am 27. April 1880 in Philadelphia, wo er auch beigesetzt wurde.